# Георг Кристиан фон Лобковиц
Йохан Георг Кристиан фон Лобковиц (на немски: Johann Georg Christian Fürst von Lobkowicz; на чешки: Jan Jiří Kristian z Lobkowicz; * 10 август 1686, Прага; † 4 октомври 1755, Виена) е бохемски княз от род фон Лобковиц и австрийски фелдмаршал. Той служи при Йозеф I, Карл VI и Мария Терезия.

## Живот
Той е син (петото и последно дете) на 3. княз Фердинанд Август фон Лобковиц (1655 – 1715), херцог в Силезия и Саган, и втората му съпруга маркграфиня Мария Анна Вилхелмина фон Баден-Баден (1655 – 1701), дъщеря на маркграф Вилхелм фон Баден-Баден (1593 – 1677) и втората му съпруга графиня Мария Магдалена фон Йотинген-Балдерн (1619 – 1688). Внук е на генерал-фелдмаршал княз Венцел Евсебий фон Лобковиц (1609 – 1677) и пфалцграфиня Августа София фон Пфалц-Зулцбах (1624 – 1682). Брат е на принц Йозеф Антон фон Лобковиц (1681 – 1717), каноник в Регенсбург и Кьолн, полковник, убит при Белград, принц Фердинанд Йохан фон Лобковиц (1685 – 1727), и на Елеонора фон Лобковиц (1682 – 1741), омъжена на 6 декември 1701 г. във Виена за наследствения принц Адам Франц фон Шварценберг (1680 – 1732). По-големият му полубрат Филип Хиацинт фон Лобковиц (1680 – 1737) е 4. княз на Лобковиц.
Георг Кристиан започва кариерата си при принц Евгений Савойски във Войната за испанското наследство и през 1716 г. във войната против турците.
През 1729 г. той е повишен на генерал-майор в Неапол, 1732 г. на губернатор на Сицилия, 1733 г. на генерал-лейтенант и 1734 г. на генерал на кавалерията и губернатор на Ломбардия и Парма. Той се отличава при защитата на Месина.
Георг Кристиан става през 1739 г. рицар на Ордена на Златното руно. През тази година той командва в Зибенбюрген/Трансилвания и през 1742 г. е фелдмаршал във Войната за австрийското наследство. В Бохемия през декември 1742 г. участва в обсадата на Прага.
От 1743 до 1746 г. Георг Кристиан командва войската в Италия в Миланското херцогство и изгонва испанците от Римини. През Втората силезийска война той се връща в Бохемия и се бие с отличие при Соор. След това той поема командването в Унгария.
Георг Кристиан умира на 4 октомври 1755 г. на 69 години. Той н е основател на днешния клон „Мелник-Хорин“, наречен на земите, донесени от съпругата на синът му Август Антонин.

## Фамилия
Георг Кристиан се жени на 11 ноември 1718 г. в Прага за Мария Жиндришка/Хенриета Каролина Терезия Йозефа фон Валдщайн (* 24 януари 1702, Виена; † 11 март 1780, Виена), дъщеря на граф Карл Ернст фон Валдщайн (1661 – 1713) и Мария Терезия фон Лозенщайн (1666 – 1729). Те имат осем деца:
- Карл фон Лобковиц (* 8 април 1719; † 20 август 1760 в битка), княз, фелдмаршал
- Мария Елеонора фон Лобковиц (* 17 октомври 1721; † 9 май 1756), омъжена на 15 август 1740 г. за херцог Шарл д'Урсел (* 26 юни 1717; † 11 януари 1775, Бюксел)
- Йозеф фон Лобковиц (* 8 януари 1724; † 5 март 1802), княз, фелдмаршал, 1772 г. рицар на Ордена на Златното руно, женен на 28 ноември 1752 г. за графиня Мария Йозефа фон Харах (* 20 ноември 1727; † 15 февруари 1788); имат 4 деца
- Фердинанд фон Лобковиц (* 18 декември 1726; † 29 януари 1795), принц, викар в Залцбург, епископ на Гент
- Август Антонин фон Лобковиц (* 21 септември 1729, Прага; † 28 януари 1803, Прага), княз, генерал-майор, женен на 16 септември 1753 г. в дворец Хорин за графиня Мария Лудмила Чернинова з Худениц (* 21 април 1738, Прага; † 20 юни 1790, Прага); имат 19 деца, порастват 4 деца
- Филип Йозеф фон Лобковиц (* 4 ноември 1732; † 15 август 1760), принц, майор, убит при Лигниц, 1792 г. рицар ан Ордена на златното руно
- Леополд фон Лобковиц (* 17 април 1734; † 23 декември 1759), принц, полковник-лейтенант в Дрезден
- Антон фон Лобковиц (* май 1738; † ноември 1745), принц